# Pierre Schneiter
Pour les articles homonymes, voir Schneiter.
Pierre Schneiter, né le 13 mai 1905 à Reims (Marne) et mort dans la même ville le 18 mars 1979, est un homme d'État français. Il est ministre MRP et président de l'Assemblée nationale sous la IVe République.

## Biographie
Courtier en vins, il est diplômé de l'École des hautes études commerciales. Il participe activement à la Résistance, comme son frère André (né en 1914), chef du mouvement " Ceux de la Résistance " qui devait être fusillé à Tournes par les Allemands le 29 août 1944.
À la Libération, Pierre Schneiter est nommé sous-préfet de Reims en 1944.
Le 12 mai 1945, à la veille du second tour des élections municipales et à l'initiative de Pierre Schneiter, la municipalité de Reims a reçu solennellement le général Dwight D. Eisenhower à l'Hôtel de Ville, pour lui conférer le titre de citoyen d'honneur de la ville. Élu, puis réélu aux assemblées nationales constituantes, il représenta le département de la Marne au Palais-Bourbon jusqu'en 1958.

## Fonctions gouvernementales
- Sous-secrétaire d'État aux Affaires étrangères du gouvernement Félix Gouin (du 8 février au 24 juin 1946)
- Sous-secrétaire d'État aux Affaires étrangères du gouvernement Georges Bidault (1) (du 24 juin au 16 décembre 1946)
- Secrétaire d'État aux Affaires allemandes et autrichiennes du gouvernement Robert Schuman (1) (du 24 novembre 1947 au 26 juillet 1948)
- Ministre de la Santé et de la population du gouvernement André Marie (du 26 juillet au 5 septembre 1948)
- Ministre de la Santé et de la population du gouvernement Robert Schuman (2) (du 5 au 11 septembre 1948)
- Ministre de la Santé et de la population du gouvernement Henri Queuille (1) (du 11 septembre 1948 au 28 octobre 1949)
- Ministre de la Santé et de la population du gouvernement Georges Bidault (2) (du 29 octobre 1949 au 2 juillet 1950
- Ministre de la Santé et de la population du gouvernement Henri Queuille (2) (du 2 au 12 juillet 1950)
- Ministre de la Santé et de la population du gouvernement René Pleven (1) (du 12 juillet 1950 au 10 mars 1951)
- Ministre de la Santé et de la population du gouvernement Henri Queuille (3) (du 10 mars au 11 août 1951)

## Autres fonctions exécutives
Le 11 janvier 1955, il est élu à la présidence de l'Assemblée nationale contre le sortant socialiste André Le Troquer. L'attitude du groupe communiste est déterminante car le PCF a soutenu Le Troquer en 1954 et l'a lâché en 1955 en raison du ralliement des socialistes aux accords de Paris sur le réarmement allemand. Pierre Schneiter préside les séances qui virent la chute des gouvernements de Pierre Mendès France et d'Edgar Faure. Il demeure en fonction jusqu'au 2 décembre 1955 (dissolution de l'Assemblée nationale).
Pierre Schneiter fut maire de Reims de du 28 janvier 1957 à 1959, conseiller général de la Marne et président du Conseil économique et social de la région Champagne-Ardenne au moment de son décès.
Il s'occupa aussi du Fonds de rétablissement des réfugiés du Conseil de l'Europe.

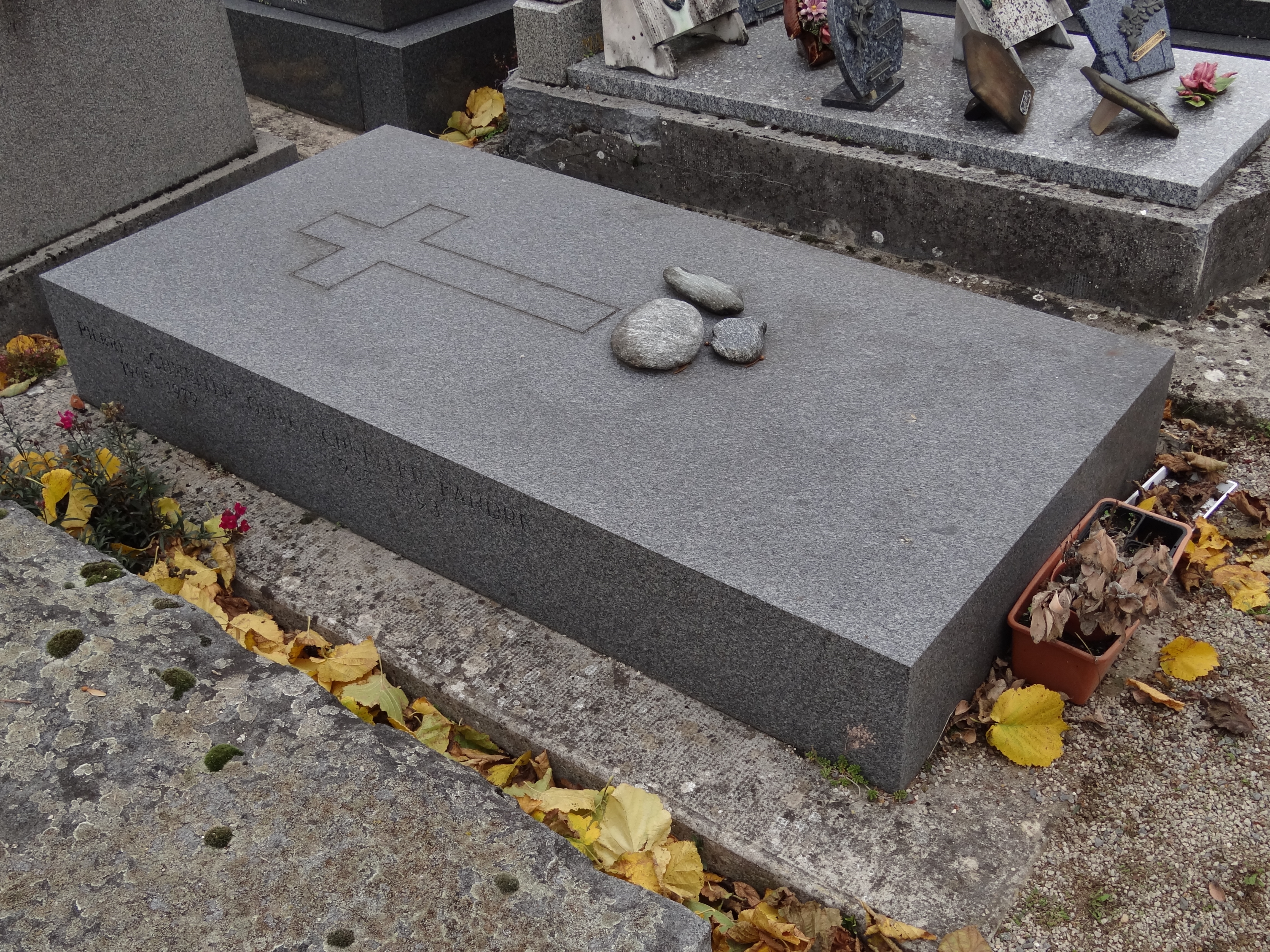
La tombe de Pierre Schneiter au cimetière du nord de Reims (Marne).

## Famille
De son mariage avec Marguerite Fandre (1909-1993), sont issus cinq enfants, parmi lesquels : Jean-Louis Schneiter, lui aussi député (UDF) de la Marne (1978-1981), premier adjoint au maire de Reims, président de la communauté d'agglomération de Reims, puis maire de la ville de 1999 à 2008 ; Bertrand, inspecteur général des finances, président de la Conférence Olivaint en 1962 ; Denis, directeur central de la BNP-Paribas ; Vincent, conseiller commercial (Direction des relations économiques extérieures) et Anne, pianiste et professeur d'anglais
Un parc à Reims porte son nom.